# Les Essarts-le-Roi
Les Essarts-le-Roi là một xã của Pháp, nằm ở tỉnh Yvelines trong vùng Île-de-France.

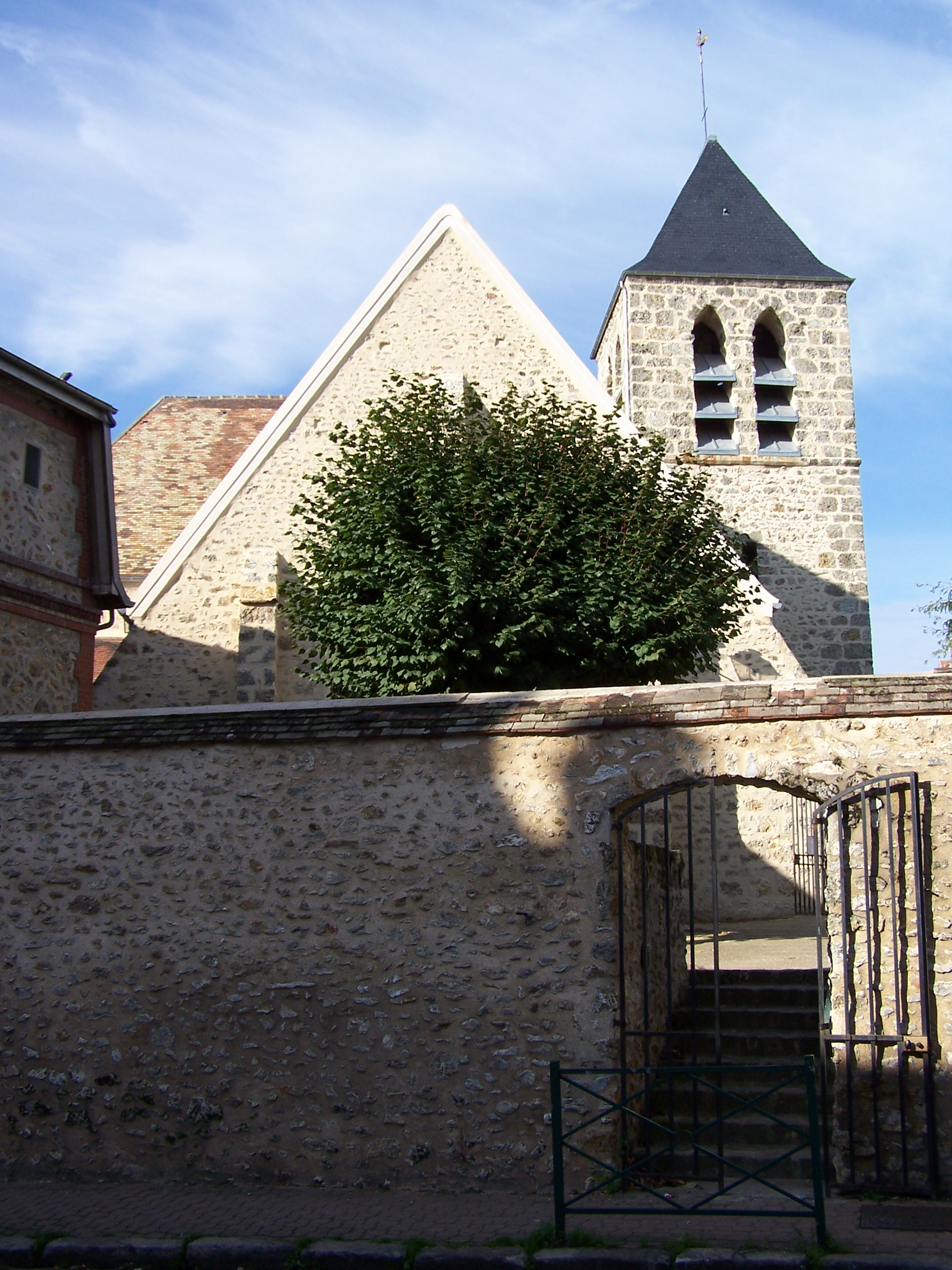
Nhà thờ Saint-Corneille-et-Saint-Cyprien

Các xã giáp ranh: Coignières về phía bắc đông bắc, Lévis-Saint-Nom về phía đông bắc, Dampierre-en-Yvelines về phía đông, Senlisse về phía đông nam, Auffargis về phía nam, Le Perray-en-Yvelines về phía tây nam, Les Bréviaires về phía tây và Saint-Rémy-l'Honoré về phía tây bắc.

## Hành chính
| Date d'élection                  | Identité         |
| -------------------------------- | ---------------- |
| số liệu trước năm 2001 không rõ. |                  |
| tháng 3 2001                     | Thierry Grosjean |

## Biến động dân số
| 1793 | 1800 | 1806 | 1821 | 1831 | 1836 | 1841 | 1846 | 1851 |
| ---- | ---- | ---- | ---- | ---- | ---- | ---- | ---- | ---- |
| 747  | 679  | 736  | 799  | 800  | 812  | 776  | 925  | 839  |

| 1856 | 1861 | 1866 | 1872 | 1876 | 1881 | 1886 | 1891 | 1896 |
| ---- | ---- | ---- | ---- | ---- | ---- | ---- | ---- | ---- |
| 761  | 762  | 760  | 766  | 760  | 776  | 820  | 920  | 928  |

| 1901 | 1906  | 1911  | 1921 | 1926 | 1931  | 1936  | 1946  | 1954  |
| ---- | ----- | ----- | ---- | ---- | ----- | ----- | ----- | ----- |
| 993  | 1 055 | 1 020 | 975  | 956  | 1 057 | 1 037 | 1 221 | 1 486 |

| 1962                                         | 1968  | 1975  | 1982  | 1990  | 1999  | 2006  | - | - |
| -------------------------------------------- | ----- | ----- | ----- | ----- | ----- | ----- | - | - |
| 1 735                                        | 2 045 | 3 254 | 4 876 | 5 565 | 6 126 | 6 191 | - | - |
| Số liệu kể từ 1962 : dân số không tính trùng |       |       |       |       |       |       |   |   |